# سيتي أوف إندوستري (كاليفورنيا)
سيتي أوف إندوستري (بالإنجليزية: City of Industry)‏ هي إحدى مدن مقاطعة لوس أنجليس، كاليفورنيا. تم إعطاءها لقب مدينة في 18 يونيو، 1957.

## معرض صور

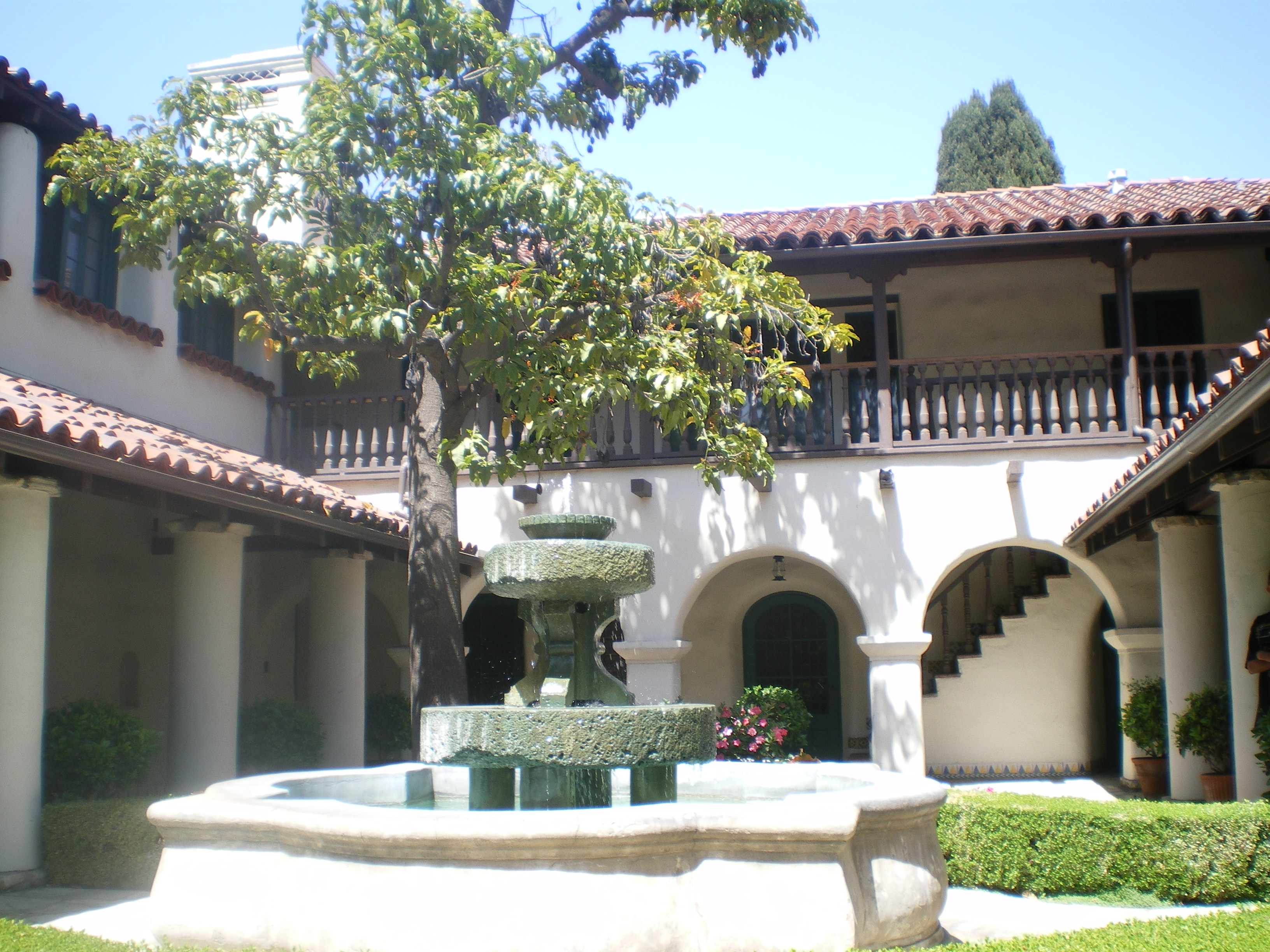
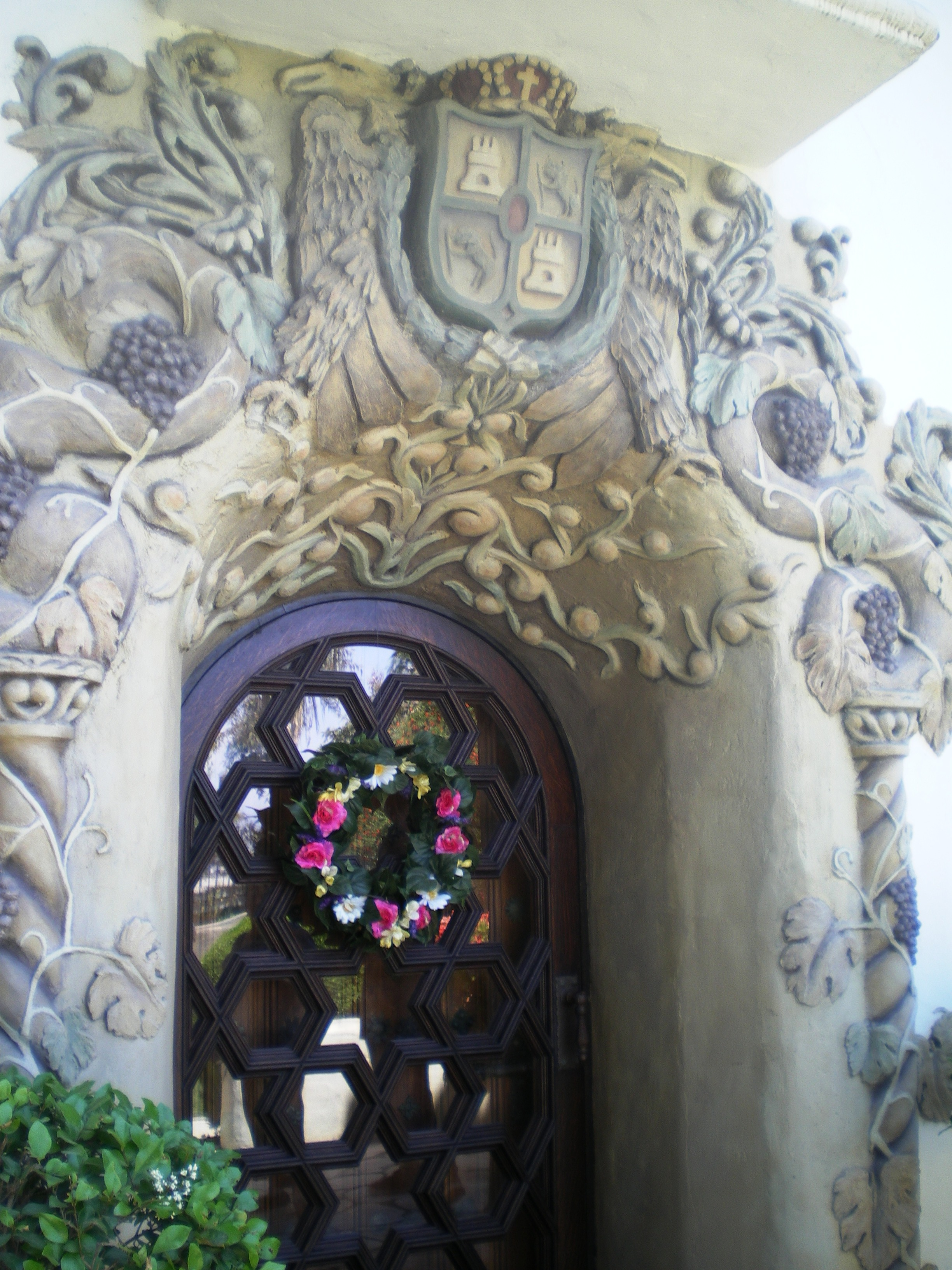
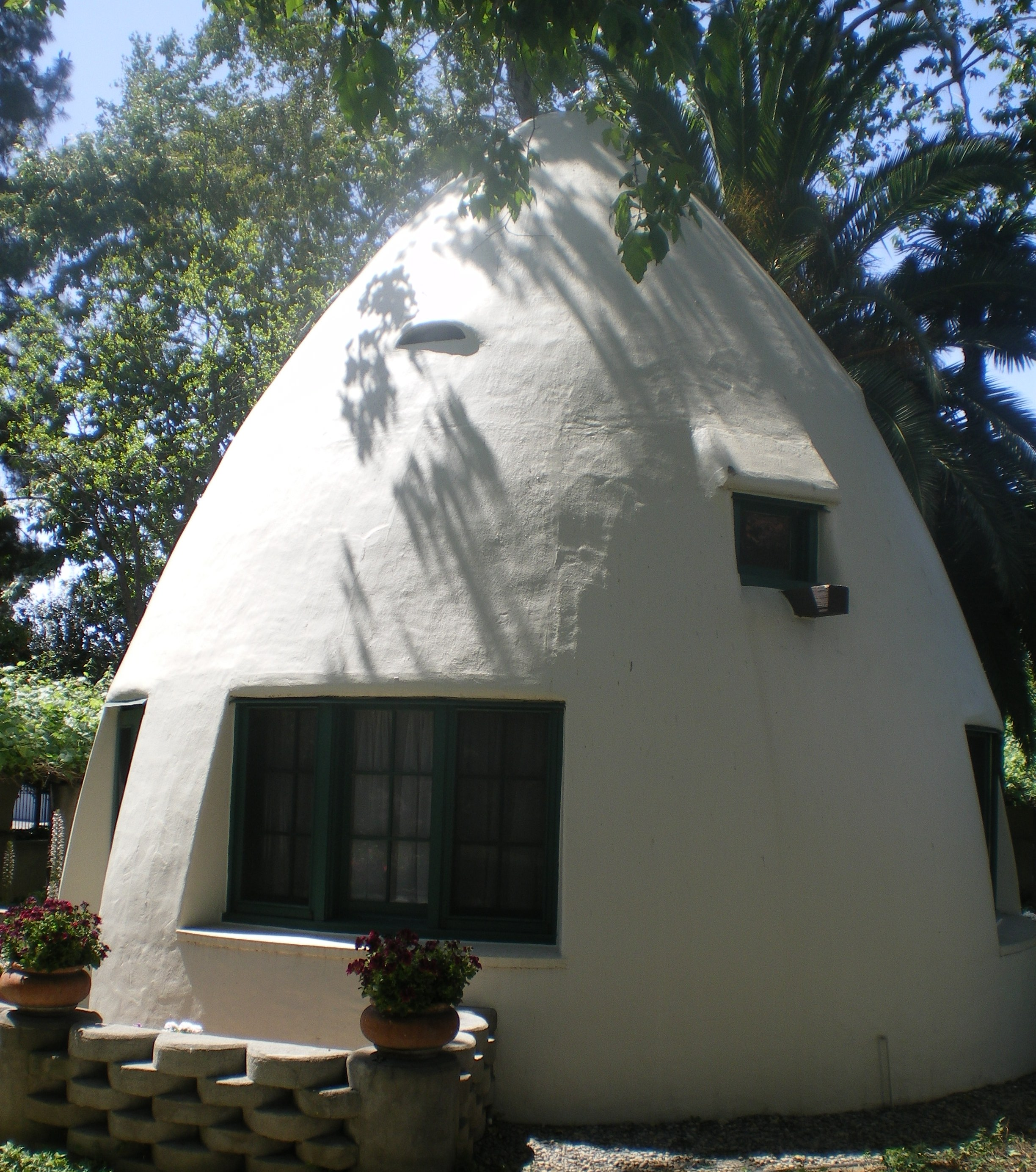
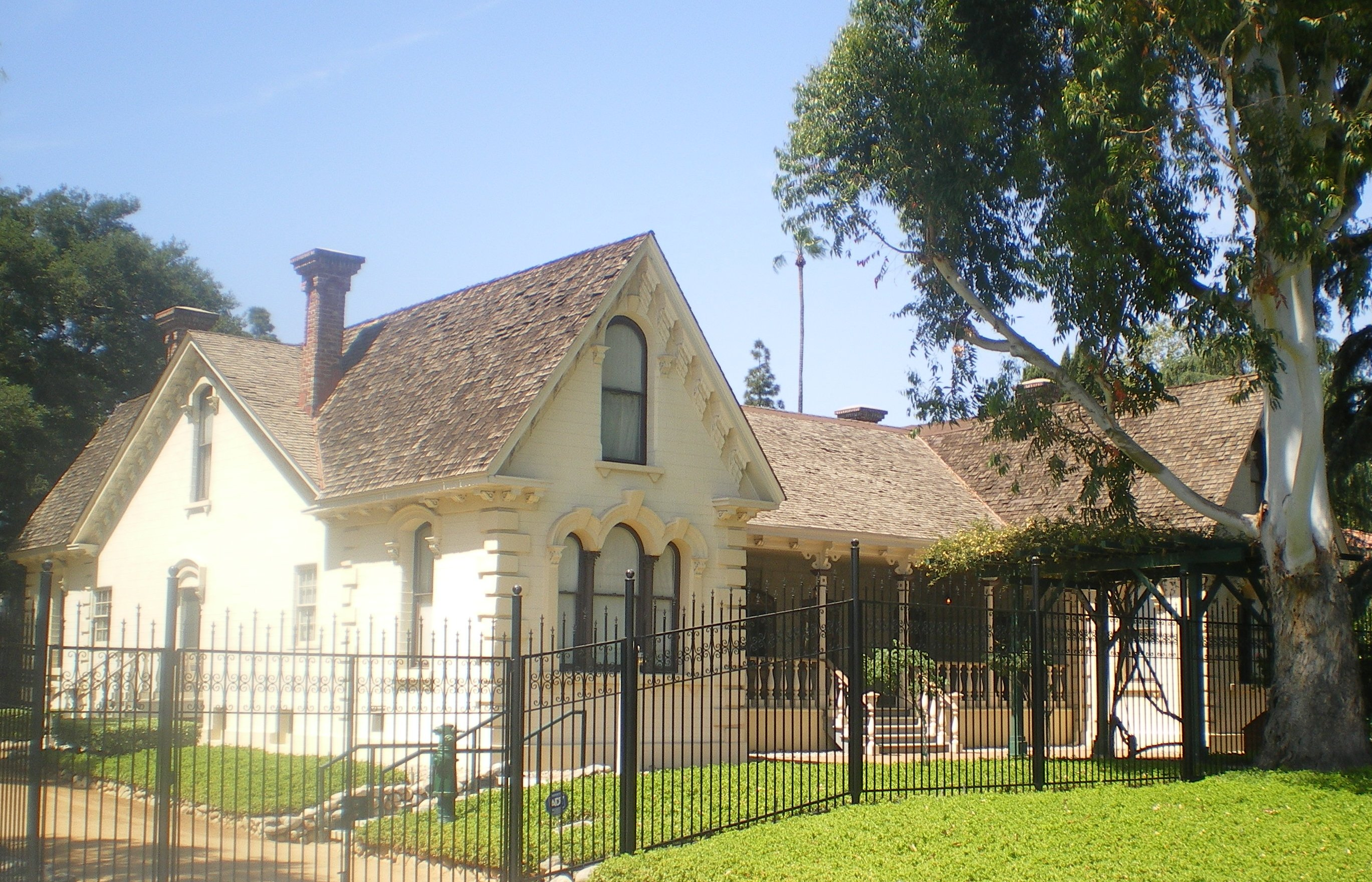
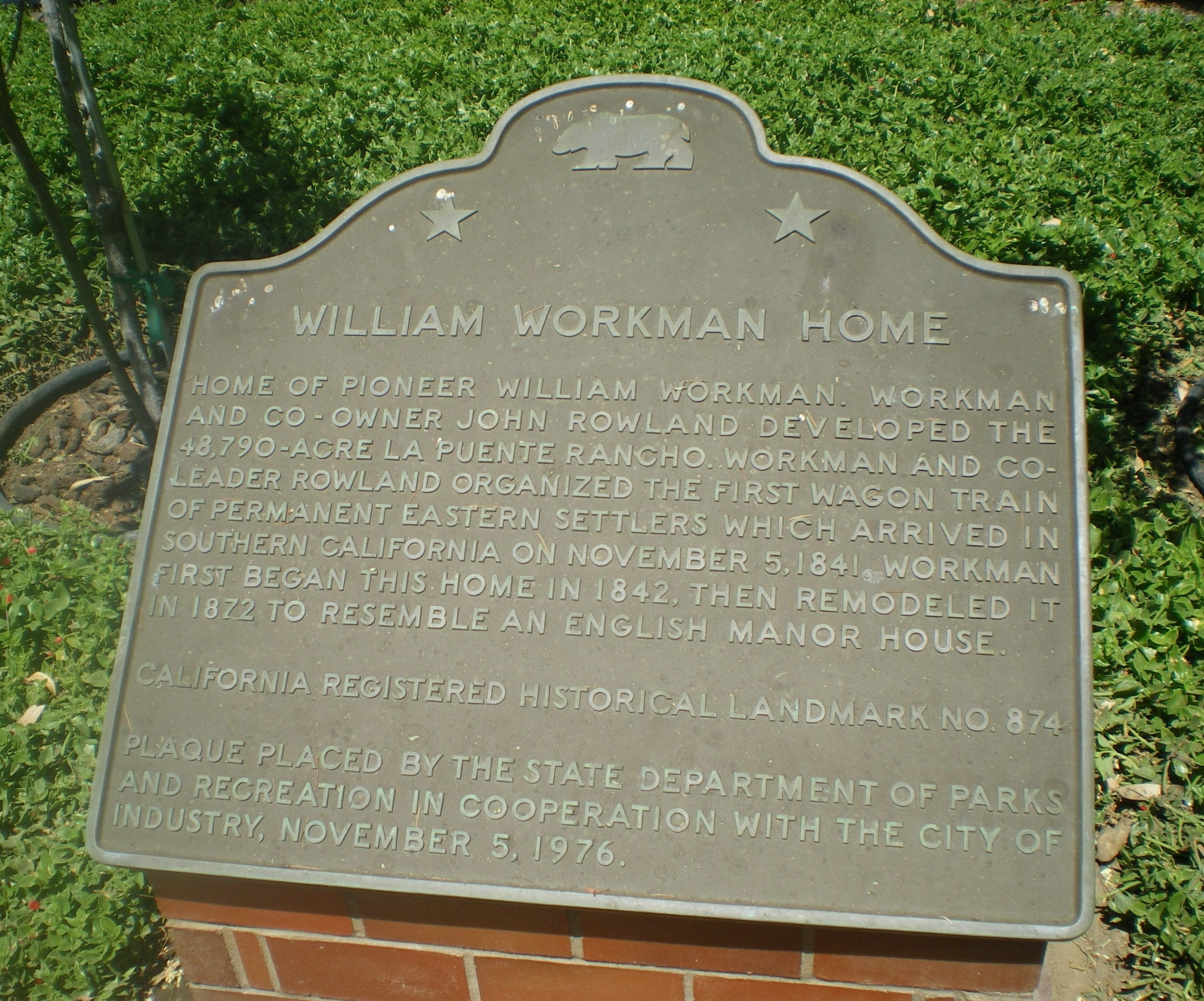

## أعلام
- خايمي تشافيز